# Bactrocera minax
Bactrocera minax
 es una especie de insecto díptero que Günther Enderlein describió científicamente por primera vez en 1920. Esta especie pertenece al género Bactrocera de la familia Tephritidae.  